# (10768) Sarutahiko
(10768) Sarutahiko (1990 UZ1) – planetoida z pasa głównego asteroid okrążająca Słońce w ciągu 3,28 lat w średniej odległości 2,21 j.a. Odkryta 21 października 1990 roku.